# Galestown
Galestown – miasto w Stanach Zjednoczonych, w stanie Maryland, w hrabstwie Dorchester.